# Schiedam (schip)
De Schiedam, later HMS Schiedam, was een 17-eeuws fluitschip van de Vereenigde Oostindische Compagnie (VOC). In 1683 werd de Schiedam voor de kust van Gibraltar door Marokkaanse piraten veroverd. Kort daarop werd het veroverd door het Britse schip HMS James en gebruikt als waterbevoorradingschip voor de linieschepen van de Britse vloot. Tijdens de evacuatie van de Britse nederzetting in Tanger werd het als transportschip ingezet.
Tijdens haar terugvaart naar Engeland op 4 april 1684, beladen met paarden, gereedschappen en kanonnen, leed HMS Schiedam schipbreuk voor de Engelse kust bij Gunwalloe Cove. In 1971 werden restanten van het wrak teruggevonden, doch kwamen weer onder zeezand terecht. Na een storm in 2016 werd het wrak opnieuw teruggevonden. Drie kanonnen, kanonskogels en wapens, waaronder een geweer en een handgranaat, waren aan het oppervlak gekomen. Op dezelfde locatie werden in 2014 filmopnames gemaakt van een soortgelijke schipbreuk voor een aflevering van de BBC-tv-serie Poldark.